# Lacconectus schillhammeri
Lacconectus schillhammeri är en skalbaggsart som beskrevs av Michel Brancucci 2003. Lacconectus schillhammeri ingår i släktet Lacconectus och familjen dykare. Inga underarter finns listade i Catalogue of Life.